# Республиканская партия (Беларусь)
Республиканская партия (бел. Рэспубліканская партыя) — политическая партия в Республике Беларусь. По собственному определению, является центристской.

## История
Организационный съезд партии прошёл 12 марта 1994 года, регистрация произошла 25 мая того же года, в 1999 году партия прошла перерегистрацию. Руководитель — Владимир Белозор. Партия практически не участвует в выборах — так, на выборы в местные советы депутатов 2010 года ей был выдвинут лишь один кандидат в депутаты по всей Беларуси (всего — 25 474 кандидата).
На 2002 год по заявлению самой партии она насчитывала более 9 тысяч членов. В её структуре находилось 6 областных, 86 городских и районных и 214 первичных партийных организаций.
Официальный сайт партии не обновляется с 2005 года.
12 июня 2009 года Министерство юстиции Беларуси вынесло предупреждение в связи с тем, что партия не представила в министерство информацию о своей деятельности.
В конце 2019 — начале 2020 года в партии происходят события, которые белорусскими СМИ названы «борьбой за власть» внутри партии.

## Центристский характер

##### Позиция руководства партии:
Центризм для РП — это идейно-политическая концепция, которая избегает политической поляризации, а также конфронтационных форм политической борьбы, стремится к консолидации социальных сил на основе принципов достижения стабильности общества, компромисса и осуществления социально-экономических преобразований и реформ умеренными действиями не радикального характера, основанными на значительной социальной базе в интересах всех слоев общества, способность принимать верные технические решения, отбрасывая мировоззренческие абсолютизации, тогда, как левые и правые имеют четко определенную аудиторию. Суть идеологии центризма — признание главенства пользы той или иной доктрины, метода над идеологической составляющей, отвергает экстремизм правых и левых сил. Ведь существование в большинстве скандинавских стран, Франции, Италии, Чехии, Болгарии центристских партий способствует сплочению народа.

Мы всегда занимали реалистичную позицию. Республиканская партия является созидательной силой, стремящаяся к единству общества.

## Идеология
Партия имеет левоцентристскую социал-демократическую идеологию. Сама партия позиционирует себя как силу, выступающую за утверждение в обществе порядка, процветания и стабильности, которые должны основываться на приоритете общечеловеческих ценностей, верховенстве закона и обеспечении каждому человеку условий для реализации его способностей.
Декларированные цели партии:
Возрождение и создание сильного, суверенного, гуманного, демократического белорусского государства с достаточной степенью интеграции с республиками бывшего СССР и странами Запада, обеспечение высокого стандарта качества жизни, экономики на принципиально новой основе, которая базируется на рыночных механизмах и которая обеспечивает реальное наполнение политического суверенитета Республики Беларуси и благосостояние её народа; неуклонное следование правам человека в Республике Беларусь
В сфере экономики партия выступает за развитие аграрного сектора и глубокой переработки сельхозпродукции, сокращение материало- и энергоемких видов производств и создание на их основе наукоемких производств, развитие сферы услуг, туризма, создание высокодоходной транзитной инфраструктуры.

## Критика партии
Правозащитный центр «Весна» в сентябре 2019 года отнёс Республиканскую партию к числу провластных, то есть поддерживающих действующую белорусскую власть партий.